# Paraniphona rotundipennis
Paraniphona rotundipennis är en skalbaggsart som beskrevs av Stefan von Breuning 1974. Paraniphona rotundipennis ingår i släktet Paraniphona och familjen långhorningar. Inga underarter finns listade i Catalogue of Life.